# Грейт-Бенд (Північна Дакота)
Грейт-Бенд (англ. Great Bend) — місто (англ. city) в США, в окрузі Ричленд штату Північна Дакота. Населення — 49 осіб (2020).

## Географія
Грейт-Бенд розташований за координатами 46°9′17″ пн. ш. 96°48′4″ зх. д. / 46.15472° пн. ш. 96.80111° зх. д. (46.154614, -96.801045).  За даними Бюро перепису населення США в 2010 році місто мало площу 1,44 км², уся площа — суходіл.

## Демографія
Згідно з переписом 2010 року, у місті мешкало 60 осіб у 29 домогосподарствах у складі 17 родин. Густота населення становила 42 особи/км².  Було 38 помешкань (26/км²).
Расовий склад населення:
| - 100,0 % — білих |

До двох чи більше рас належало 0,0 %. Частка іспаномовних становила 0,0 % від усіх жителів.
За віковим діапазоном населення розподілялося таким чином: 18,3 % — особи молодші 18 років, 61,7 % — особи у віці 18—64 років, 20,0 % — особи у віці 65 років та старші. Медіана віку мешканця становила 52,5 року. На 100 осіб жіночої статі у місті припадало 100,0 чоловіків;  на 100 жінок у віці від 18 років та старших — 104,2 чоловіків також старших 18 років.
Середній дохід на одне домашнє господарство  становив 37 012 долари США (медіана — 28 750), а середній дохід на одну сім'ю — 44 122 долари (медіана — 36 250). За межею бідності перебувало 34,8 % осіб, у тому числі 40,0 % дітей у віці до 18 років та 18,2 % осіб у віці 65 років та старших.
Цивільне працевлаштоване населення становило 45 осіб. Основні галузі зайнятості: мистецтво, розваги та відпочинок — 33,3 %, виробництво — 31,1 %, будівництво — 13,3 %, транспорт — 6,7 %.